# 成島敏晴
成島 敏晴（なるしま としはる、1971年11月6日 - ）は、日本の俳優、元お笑いタレント。お笑いコンビ「チープスープ」の元メンバー。吉本興業所属。埼玉県出身。身長168cm、血液型はA型。

## 経歴
高校の同級生であった衛藤幸生とお笑いコンビ「チープスープ」を結成し1994年、吉本興業東京本社所属でデビューするが、2002年に解散。相方の衛藤は現在ヴィジュアル系ロックバンド「jealkb」に所属。成島は同期のロンドンブーツ1号2号らが開催するルミネtheよしもとの舞台にピンで出演していた。
バイク事故で全治2ヶ月の重傷を負い芸能活動を引退したが、気分転換のため訪れたニューヨーク路上での大道芸人との出会いで心境が変化し、吉本興業に復帰する。
2004年芸名を「NARU」に改名し、演劇集団「NARUPECT（ナルペクト）」を立ち上げ、座長として奮闘する。
ナルペクト解散後芸名を本名に戻し、笑いから狂気まで幅広く演じる俳優として活動中。

## 人物
お笑いコンビとしてはボケ担当だった。普段は天然ボケと空気を読まないゆるさがあり人当たりは良い。器械体操が得意であり、その他球技以外の運動神経は抜群だが、あまりその能力を発揮する機会はない。これによって、その能力は知られていない。

### 趣味
これと言った趣味はない。そもそも何かにハマることがない。毎朝5キロのウォーキングはルーティンであり趣味ではない。

### 幼少時代
ルービックキューブを30秒で6面完成させる特技を持ち、大会に出場する予定だったが、家の用事で出場できず。

### 学生時代
高校時代は学生が選ぶ人気投票でカッコ良くて背の高い男子達を抑え、堂々の1位だったと豪語している。

## 主な出演

### 映画
- 『さくらん』 （蜷川実花監督）[1]
- 『夢十夜』 （山口雄大監督）[1]
- 『Zアイランド』（品川ヒロシ監督）[1]
- 『ズタボロ』（橋本一監督）[1]
- 『日本で一番悪い奴ら』[注 1]（白石和彌監督）[1]
- 『愛革命』 （サム・レオン監督）[1]
- 『OUT』（品川ヒロシ監督）[1]
- ライフプラン普及・啓発視聴覚教材『マイ・ライフプラン -老後の不安よ、さようなら-』（東映） - 桜井俊樹 役

### ドラマ
- TBS『タイガー&ドラゴン』 - 芸人 役[1]
- NHKテレビ『タイムスクープハンター「お氷様はかくして運ばれた」』[1]
- 日本テレビ『五つ星ツーリスト〜最高の旅、ご案内します!!〜』 - 里見 役[1]
- BSジャパン『真夜中の百貨店〜シークレットゲームへようこそ』[1]
- フジテレビ『名探偵 神津恭介「呪縛の家」』[1]
- フジテレビ『あなたの知るかもしれない世界6「〜ゆるキャラに入る事になったら〜」』[1]
- フジテレビ『営業部長 吉良奈津子』 - 平河 役[1]
- テレビ東京『吉永誠一 ファイナル』 - 長谷部修 役[1]
- NHKEテレ『オトナヘノベル』[1]
- 日本テレビ 『24時間テレビ愛は地球を救う「新型コロナウィルスと戦う医療従事者」』 - 狩野院長 役
- NTV『節約ロック』 - 大倉執事 役
- EX『最初はパー』- 村山医師 役
- WOWOW『ドロップ』（2023年） - 警官 役[1]
- BSテレ東『猫カレ -少年を飼う-』 - 宇佐美耕助 役[1]
- 日本統一外伝 川谷組 無頼～人斬り二郎～ 啓介役

### 舞台
- 『たいこ茶屋殺人事件』[1]
- 『ナルペクトVo.1～Vo.15』（主宰）[1]
- 『ストレイドッグプロモーション公演 ぬけがら』[1]
- 『芳本美代子、金山一彦プロデュース888 公演 軋み』[1]
- ジェットラグプロデュース『終わらない世界』[2]
- こゆび侍 第8回本公演『はちみつ』

### YOUTUBE
- おじバンズチャレンジサークル（出演・編集）